# Цукрист жовтоплечий
Цукри́ст жовтоплечий (Dacnis egregia) — вид горобцеподібних птахів родини саякових (Thraupidae). Мешкає в Колумбії і Еквадорі. Раніше вважався конспецифічним з масковим цукристом.

## Опис
Довжина птаха становить 11 см. Виду притаманний статевий диморфізм. Самці мають яскраве бірюзово-блакитне забарвлення, у представників підвиду D. e. aequatorialis з зеленуватим відтінком. У самців лоб, скроні і шия чорні, крила зверху чорні, знизу жовті, другорядні пера мають сині края. Плечі і центр живота сірувато-жовті, хвіст чорний. Самиці мають оливково-коричневе забарвлення, крила у них каштанові, живіт жовтуватий.

## Підвиди
Виділяють два підвиди:
- D. e. egregia Sclater, PL, 1855 — північ центральної Колумбії (долини річок Магдалена і Каука);
- D. e. aequatorialis Berlepsch & Taczanowski, 1884 — північно-західний Еквадор (від західного Есмеральдасу до Ель-Оро).

## Поширення і екологія
Жовтоплечі цукристи мешкають в Колумбії і Еквадорі. Вони живуть в кронах вологих і гірських тропічних лісів, на узліссях і галявинах. Зустрічаються на висоті до 900 м над рівнем моря.